# Isidório Schlickmann
Isidório Schlickmann (Braço do Norte, 30 de abril de 1909 — Braço do Norte, 17 de janeiro de 1975) foi um político brasileiro.

## Vida
Filho de Teodoro Bernardo Schlickmann e de Maria Becker Schlickmann.

## Carreira
Filiado ao Partido Social Democrático (PSD), foi representante de Braço do Norte na câmara de vereadores de Tubarão, município ao qual o então distrito pertencia. Foi vereador em 1936.
Participou ativamente do movimento de emancipação política de Braço do Norte.